# Закон України «Про державне регулювання у сфері комунальних послуг»
Закон України «Про державне регулювання у сфері комунальних послуг» — закон, що визначає правові засади державного регулювання у сфері комунальних послуг.

## Історія

### Ідея створення
Про створення закону про регулятора комунальних послуг в Уряді оголосили в 2009 році. На засіданні Кабінету Міністрів 23 грудня 2009 року було схвалено проект закону «Про Національну комісію регулювання на ринку комунальних послуг» (НКРРКП). Цей закон було ухвалено 9 липня 2010 року.
Закон визначав правові засади організації діяльності Національної комісії регулювання ринку комунальних послуг України — державного колегіального органу виконавчої влади, що здійснює державне регулювання у сфері теплопостачання, централізованого водопостачання та водовідведення. В прикінцевих положеннях було передбачено, щоб Кабінет Міністрів утворив подібний орган до 1 січня 2011 року.

### Створення регулятору
Проте такий орган було утворено лише 8 липня 2011 року Указом Президента № 743/2011. Згодом цей орган перейменували в Національну комісію, що здійснює державне регулювання в сфері комунальних послуг.

### Подальші зміни Закону
Після багатьох правок, Закон позбувся кількох статей і змінив назву. Тепер Закон визначає правові засади державного регулювання у сфері комунальних послуг, яку тепер здійснює Національна комісія, що здійснює державне регулювання у сферах енергетики та комунальних послуг.

## Структура
Первісно Закон містив 18 статей і дев'ятнадцятий розділ «Прикінцеві положення». Після численних змін, в основній частині Закону лишилося 12 статей.
- Стаття 1. Визначення термінів
- Стаття 2. Орган державного регулювання у сфері комунальних послуг
- Стаття 3. Завдання національної комісії, що здійснює державне регулювання у сферах енергетики та комунальних послуг
- Стаття 4. Основні принципи діяльності національної комісії, що здійснює державне регулювання у сферах енергетики та комунальних послуг
- Стаття 5. Засоби регуляторного впливу на діяльність суб'єктів природних монополій та суб'єктів господарювання на суміжних ринках
- Стаття 6. Повноваження національної комісії, що здійснює державне регулювання у сферах енергетики та комунальних послуг
- Стаття 10. Порядок формування та встановлення тарифів на комунальні послуги для суб'єктів природних монополій та суб'єктів господарювання на суміжних ринках
- Стаття 11. Державний нагляд (контроль) за ринком комунальних послуг
- Стаття 15. Відносини національної комісії, що здійснює державне регулювання у сферах енергетики та комунальних послуг, з Радою міністрів Автономної Республіки Крим, обласними, Київською та Севастопольською міськими державними адміністраціями
- Стаття 16. Міжнародне співробітництво
- Стаття 17. Відповідальність посадових осіб суб'єктів природних монополій та суб'єктів господарювання на суміжних ринках
- Стаття 18. Відповідальність посадових осіб національної комісії, що здійснює державне регулювання у сферах енергетики та комунальних послуг
- Стаття 19. Прикінцеві положення